# Setúbal (tỉnh)
Tỉnh Setúbal (phát âm tiếng Bồ Đào Nha: [sɨˈtuβaɫ] or [sɨˈtuβɐɫ], tiếng Bồ Đào Nha: Distrito de Setúbal) là một tỉnh của Bồ Đào Nha. Thủ phủ tỉnh đóng tại thành phố Setúbal.

## Các khu tự quản
Tỉnh gồm 13 khu tự quản:
- Alcochete
- Almada
- Barreiro
- Moita
- Montijo
- Palmela
- Seixal
- Sesimbra
- Setúbal
- Alcácer do Sal
- Grândola
- Santiago do Cacém
- Sines

Bản mẫu:Khu tự quản của tỉnh Setúbal